# ウォルター・ギブ
ウォルター・ギブ（Walter Gibb DSO, DFC 1919年3月26日 - 2006年10月4日）はイギリスのパイロットである。第二次世界大戦中では、対潜水艦作戦、夜間戦闘任務に従事した。戦後はブリストル飛行機のテストパイロットとなり、イングリッシュ・エレクトリック キャンベラによる高度記録樹立などで知られる。
ウェールズのポート・タルボットに生まれた。大学を出た後、ブリストル社の航空エンジン部門に務めた。1940年5月にイギリス空軍にパイロットとなり、モスキートに搭乗し、ビスケー湾の哨戒任務などで功績をあげ、空軍殊勲十字章（DFC）を受勲した。1946年テストパイロットとしてブリストルに戻り、1955年にチーフ・テスト・パイロットとなった。1949年9月、副操縦士として大型旅客機、ブリストル ブラバゾンの初飛行に搭乗した
1953年5月4日、ギブと観測士パイパーは、ブリストル オリンパスエンジンを搭載したキャンベラで、フィルトン基地を離陸し、高度19410 m（63,668 ft）の記録を樹立した。この飛行でイギリス飛行クラブ金賞を受賞した。1955年8月29日には同じくキャンベラで記録を20080 m（65,876 ft）に伸ばした。1960年にテスト・パイロットを引退した。